# 鮑里斯皮爾站
鮑里斯皮爾站（羅馬化：Boryspilska,  （ⓘ））是基輔地鐵瑟雷茨-佩切拉線的一個車站，設計者是V. Gnevyshev，T. Tselikovskaya和A. Yukhnovsky。車站開通於2005年8月23日，裝飾以高科技為主題。

## 外部連結
- （乌克兰語） Official site
- （俄文） station description and photos （页面存档备份，存于）
- （俄文） Station Photos （页面存档备份，存于）